# クリスティアン・バセーダス
- クリスティアン・バセダス

クリスティアン・グスタボ・バセーダス（Christian Gustavo Bassedas, 1973年2月16日 - ）は、アルゼンチン・ブエノスアイレス出身の元サッカー選手、指導者。元アルゼンチン代表。現役時代のポジションはMF。

## 経歴
1994年11月16日、ダニエル・パサレラ監督により、チリとの対戦でアルゼンチン代表として初起用された。以降も定期的に召集され、1997年にコパアメリカにも出場したが、1998年のワールドカップフランス大会の選考からは外れた。合計では22試合のプレー経験がある。1996年にはアトランタオリンピックに出場し、銀メダルを獲得した。
キャリアの殆どをCAベレス・サルスフィエルドで過ごし、1994年にはコパ・リベルタドーレスで優勝、同年のインターコンチネンタルカップでもACミランを破って優勝した。2000-01年シーズンからはニューカッスル・ユナイテッドFCでもプレーした(2001-02年シーズンはCDテネリフェにレンタル移籍していた。)。
引退後は ベレス・サルスフィエルドやボカの監督を務めていた。

## タイトル
ベレス・サルスフィエルド
- プリメーラ・ディビシオン： 1993後期リーグ, 1995前期リーグ, 1996後期リーグ, 1998後期リーグ
- コパ・リベルタドーレス : 1994
- インターコンチネンタルカップ : 1994
- コパ・インテルアメリカーナ : 1994
- スーペルコパ・スダメリカーナ : 1996
- レコパ・スダメリカーナ : 1997

アルゼンチン代表
- パンアメリカン競技大会サッカー競技 : 金メダル 1995
- アトランタオリンピック : 銀メダル(準優勝) 1996